# Costante di dissociazione acida
La costante di dissociazione acida o costante di protolisi acida (chiamata tradizionalmente  costante di ionizzazione acida), rappresentata dal simbolo Ka, ad una data temperatura, è la costante di equilibrio della reazione di protolisi (o dissociazione) di un acido HA in presenza di una base B:
HA + B   ⇌   A− + BH+
Ka = a(A−) × a(BH+) / a(HA) × a(B)
Questa costante è una misura quantitativa della forza dell'acido, cioè una misura della sua capacità di trasferire il protone H+ alla base B.
Le costanti Ka di vari acidi assumono valori che possono differire tra loro di diversi ordini di grandezza, per cui in molti casi, in analogia al pH, si usa riportare i corrispondenti valori del logaritmo decimale di Ka, cambiato di segno, il cui simbolo è pKa.

## Costante di dissociazione acida in soluzione acquosa
Per gli acidi in soluzioni acquose, le più comuni, la reazione di protolisi è la seguente:
HA + H2O   ⇌   A− + H3O+
Ka = a(A−) × a(H3O+) / a(HA) × a(H2O)
In acqua è comunque sempre presente l'equilibrio di autoprotolisi dell'acqua stessa, regolato da Kw (= 10−14), che produce anch'esso ioni H3O+. Questo contributo può essere spesso trascurato, tranne i casi di acidi estremamente deboli (Ka < 10−8).
Se poi queste soluzioni sono sufficientemente diluite, di norma si possono fare delle approssimazioni basate sul fatto che il solvente acqua, che funge anche da base (B), è presente in quantità molto maggiore dell'acido HA iniziale e che la sua quantità è pressoché costante (non varia apprezzabilmente in seguito alla dissociazione dell'acido); di conseguenza, la sua attività è praticamente uguale a quella di un liquido puro, cioè unitaria, e perciò si può omettere al denominatore della Ka; inoltre, dato che le specie sono molto diluite, i loro coefficienti di attività (γi) sono prossimi a 1 e quindi in luogo delle attività nell'espressione di Ka si possono scrivere le loro concentrazioni molari. Poi, ai soli fini del calcolo, scrivere [H3O+] o [H+] è lo stesso e volendo si può lasciare quest'ultimo.
La reazione di dissociazione di un generico acido HA in soluzione acquosa diluita, per quanto sopra, può essere scritta:
{\displaystyle HA\rightleftharpoons H^{+}+A^{-}}
La costante di dissociazione acida corrispondente, in accordo alla definizione, viene scritta:
{\displaystyle K_{a}={\frac {[H^{+}][A^{-}]}{[HA]}}}
In essa le parentesi quadre indicano la concentrazione molare della specie racchiusa all'interno.
I valori delle costanti di dissociazione acida riportati in letteratura sono convenzionalmente quelli misurati a 25 °C in soluzione acquosa; inoltre, a causa del vasto intervallo di valori che la costante può assumere, è spesso più comodamente indicata secondo la corrispondente scala logaritmica, ossia dal pKa, che è definito come
{\displaystyle pK_{a}=-\log _{10}K_{a}\;}
Per soluzioni sufficientemente diluite di acidi deboli, per i quali la concentrazione della specie indissociata {\displaystyle [HA]} può essere ragionevolmente approssimata con il valore della concentrazione nominale dell'acido {\displaystyle C_{a}}, il pH è legato alla costante di dissociazione secondo la relazione
{\displaystyle pH=-{\frac {1}{2}}(\log _{10}K_{a}+\log _{10}C_{a})}
Infatti, ponendo 
{\displaystyle [H^{+}]=[A^{-}]} e {\displaystyle [HA]\simeq C_{a}}
si ha che
{\displaystyle K_{a}={\frac {[H^{+}]^{2}}{C_{a}}}}
da cui
{\displaystyle [H^{+}]={\sqrt {({K_{a}C_{a}})}}}
e
{\displaystyle pH=-\log _{10}{\sqrt {({K_{a}C_{a}})}}}